# Ashley Park
Ashley Park, född 6 juni 1991 i Kalifornien, är en amerikansk skådespelare.
Park har bland annat medverkat i TV-serierna Emily in Paris (2020-2022) och Beef från 2023. Hon medverkar även i filmerna Joy Ride från 2023 och Mean Girls med premiär 2024.

## Filmografi (i urval)
- 2020-2022: Emily in Paris
- 2021-2022: Girls5eva
- 2023: Beef
- 2023: Joy Ride
- 2024: Mean Girls